# Nikolay Apalikov
Nikolaï Sergueïevich Apalikov (Николай Сергеевич Апаликов) est un joueur russe de volley-ball né le 26 août 1982 à Orsk (oblast d'Orenbourg, alors en URSS). Il mesure 2,03 m et joue central. Il totalise 81 sélections en équipe de Russie.

## Biographie
Il est récipiendaire de l'Ordre de l'Amitié depuis le 13 août 2012.

## Clubs
| Club                               | De        | À         |
| ---------------------------------- | --------- | --------- |
| Lokomotiv-Izoumroud Iekaterinbourg | 2000-2001 | 2006-2007 |
| Zenit Kazan                        | 2007-2008 | ...       |

## Palmarès

### Club et équipe nationale
- Jeux olympiques (1)
  - Vainqueur : 2012
- Ligue mondiale (2)
  - Vainqueur : 2011, 2013
- Coupe du monde (1)
  - Vainqueur : 2011
- World Grand Champions Cup
  - Finaliste : 2013
- Championnat d'Europe (1)
  - Vainqueur : 2013
  - Finaliste : 2005
- Ligue des champions (2)
  - Vainqueur : 2008, 2012
  - Finaliste : 2011
- Top Teams Cup
  - Finaliste : 2001
- Championnat de Russie (4)
  - Vainqueur : 2009, 2010, 2011, 2012
  - Finaliste : 2000, 2001
- Coupe de Russie (2)
  - Vainqueur : 2000, 2007, 2009
  - Finaliste : 2002, 2012
- Supercoupe de Russie (3)
  - Vainqueur : 2010, 2011, 2012

### Distinctions individuelles
- Meilleur contreur du Final Four de la Ligue des champions 2012
- Meilleur contreur  du Final Six de la coupe de Russie 2012